# Monistrol-sur-Loire
Monistrol-sur-Loire är en kommun i departementet Haute-Loire i regionen Auvergne-Rhône-Alpes i centrala Frankrike. Kommunen ligger i kantonen Monistrol-sur-Loire som tillhör arrondissementet Yssingeaux. År 2022 hade Monistrol-sur-Loire 8 874 invånare.

## Befolkningsutveckling
Antalet invånare i kommunen Monistrol-sur-Loire
| Referens: INSEE |